# Каратијело (Салерно)
Каратијело је насеље у Италији у округу Салерно, региону Кампанија.
Према процени из 2011. у насељу је живело 20 становника. Насеље се налази на надморској висини од 220 м.